# 馬拉加 (新墨西哥州)
馬拉加（英語：Malaga）是位於美國新墨西哥州埃迪縣的普查規定居民點。

## 人口
根據2020年美國人口普查的數據，馬拉加的面積為7.70平方千米，皆為陸地。當地共有人口112人，而人口密度為每平方千米14.55人。